# Lyonel Feininger

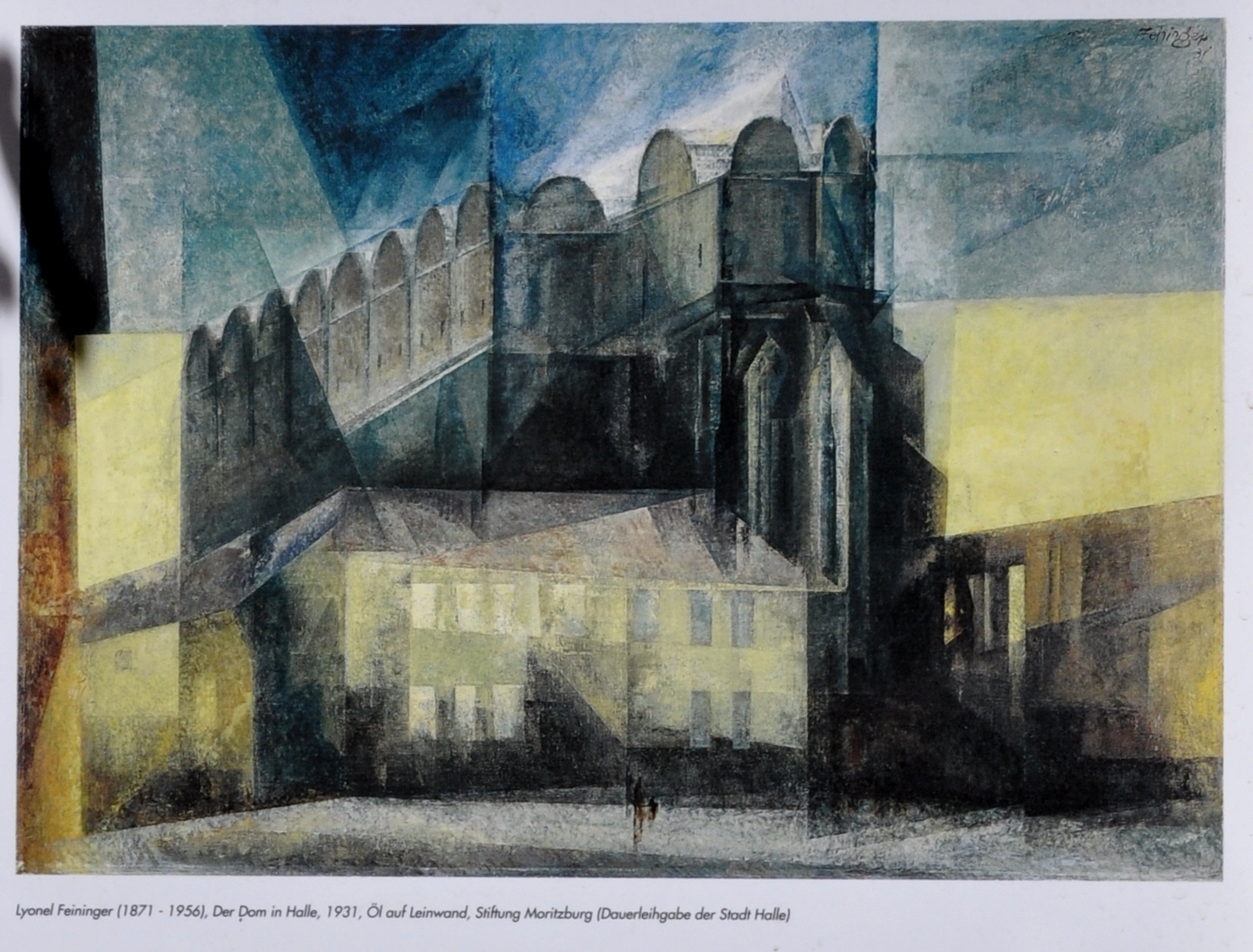
Dom in Halle, 1931, Stiftung Moritzburg, Halle

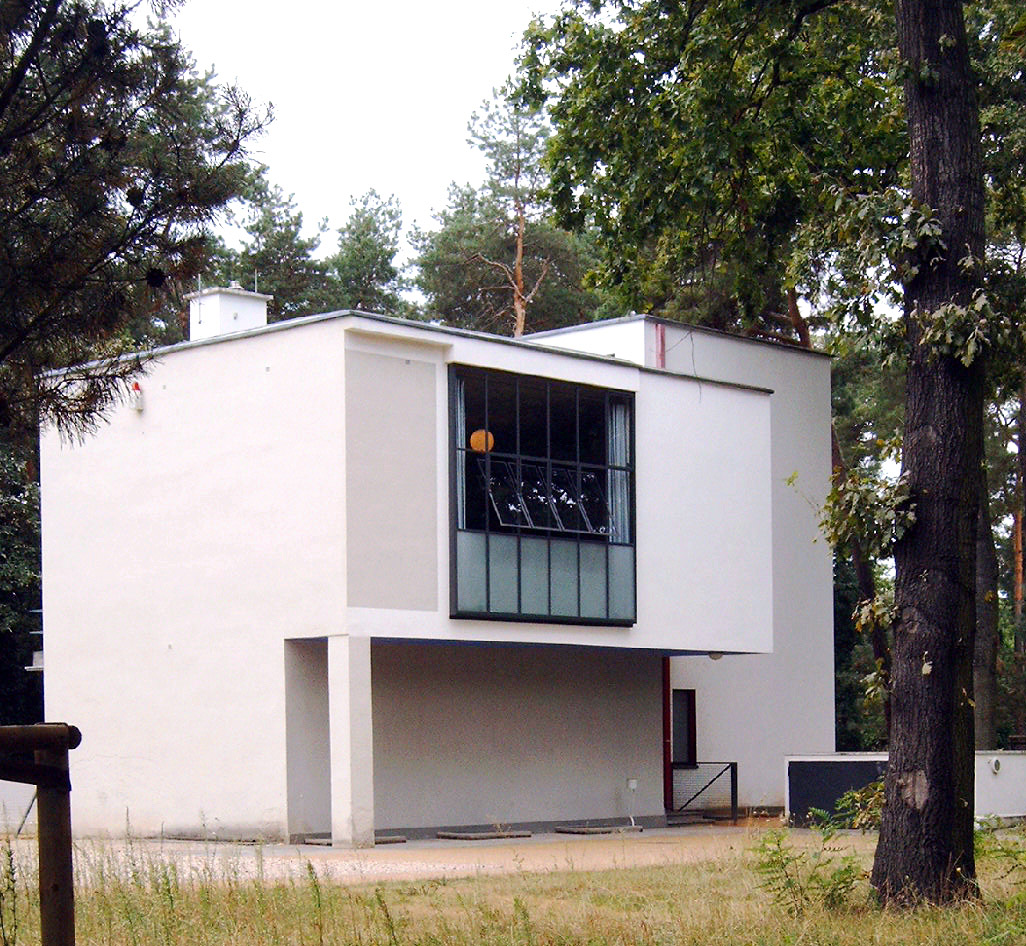
Feiningers "Meisterhaus" in Dessau

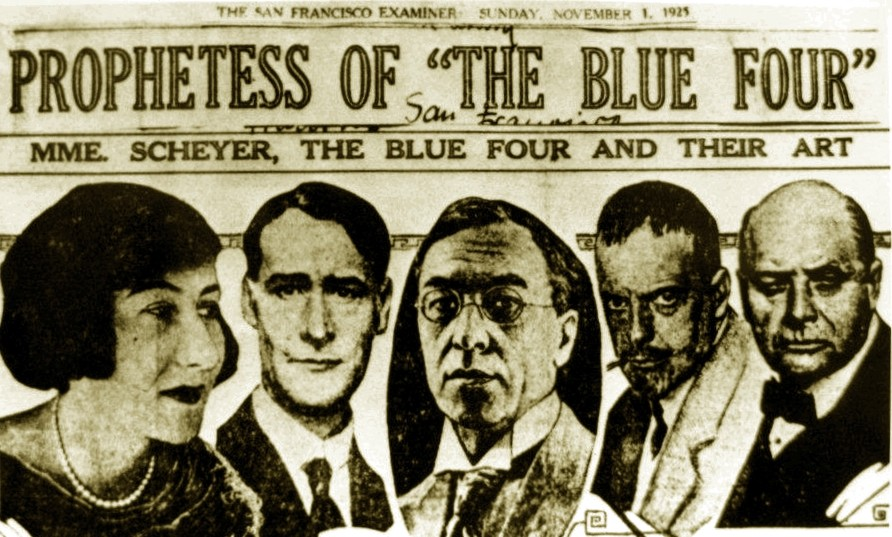
Galka Scheyer, Lyonel Feininger, Wassily Kandinsky, Paul Klee en Alexej Jawlensky, collage, 1925, Erbslöh Archiv, Wuppertal

Lyonel Charles Feininger (New York, 17 juli 1871 - aldaar, 13 januari 1956) was een Amerikaanse kunstschilder en karikaturist. In het werk van Lyonel Feininger zijn kenmerkende elementen van kubisme, expressionisme, maar ook van het maniërisme zichtbaar.

## Levensloop
Feiningers ouders, beide professionele musici, waren van Duitse afkomst. Hijzelf groeide op in New York. In 1886 werd hij naar Berlijn gestuurd om aan een conservatorium te studeren, hij had echter meer interesse in beeldende kunst. Hij studeerde in Berlijn aan de Königliche Akademie onder Ernst Hancke, aan andere Berlijnse kunstacademies met Karl Schlabitz en in Parijs met beeldhouwer Filippo Colarossi. Hij begon zijn carrière in 1894 als karikaturist voor verscheidene Duitse, Franse en Amerikaanse tijdschriften, waaronder de Harpers Round Table, de Harpers Young Peoples, Humoristische Blätter, Lustige Blätter, Das Narrenschiff, Berliner Tageblatt en Ulk.
In 1906 publiceerde Feininger zijn strips The Kin-der-Kids en Wee Willie Winkie's World voor de Chicago Tribune. Na onenigheid met de uitgevers stopte hij al na een paar maanden met deze strips al werden ze zeer gewaardeerd vanwege hun humor en grafisch experiment.

### Schilder
Feininger begon als schilder op de leeftijd van 36 (in 1907), na twintig jaar gewerkt te hebben als commerciële karikaturist. In 1911 werden zes werken van Feininger tentoongesteld op de Parijse Salon des Indépendants. Op uitnodiging van Franz Marc nam hij in 1913 deel aan een tentoonstelling van Der Blaue Reiter. Zijn eerste solotentoonstelling (van vijfenveertig schilderijen en zesenzestig andere werken) vond plaats op 2 september 1917 in de galerie Der Sturm. In 1918 vond een tweede solotentoonstelling plaats in München. Datzelfde jaar sloot hij zich aan bij de kunstenaarsgroep Novembergruppe waar hij Walter Gropius leerde kennen.
Gropius nodigde hem in 1919 uit om als "Meister" (hoogleraar) les te geven aan het pas opgerichte Bauhaus in Weimar. Hij zou er tot het einde in 1933 blijven werken; na 1925 in Dessau. In 1924 begonnen Feininger, Paul Klee, Wassily Kandinsky en Alexej Javlenski de groep Blaue Vier. Toen de NSDAP in 1933 aan de macht kwam, werd de situatie ondraaglijk voor Feininger en zijn vrouw die gedeeltelijk Joods was. Nadat zijn werk in 1936 als zogenaamde 'gedegenereerde kunst' (Entartete Kunst) was aangemerkt verhuisde hij in 1937 met zijn vrouw naar de Verenigde Staten. Hij was toen 66 en had meer dan 50 jaar in Duitsland gewoond, en was dus eigenlijk meer thuis in Duitsland dan in zijn vaderland Amerika.

### Persoonlijk
Feininger trouwde in 1901 met Clara Fürst, dochter van de schilder Gustav Fürst. Zij kregen twee dochters. In 1905 ontmoette hij Julia Berg en scheidde hij van zijn eerste vrouw. Ook met Julia, met wie hij in 1908 trouwde, kreeg hij meerdere kinderen. Zijn zoon, Andreas Feininger, werd een beroemde fotograaf.

## Werk
- Volersroda III. 1916. Afgebeeld als Bijlage XXI in De Stijl, 3e jaargang, nummer 11 (september 1919).[1]
- Kathedraal. 1919. Houtsnede. 30,5 × 18,3 cm. Verschillende collecties.[2]
- Ober-Weimer. 1921. Olieverf op doek. 90 × 100 cm. Rotterdam, Museum Boijmans Van Beuningen.[3]
- Halle-cyclus. 1931. Stiftung Moritzburg in Halle

In Halle, in de deelstaat Saksen-Anhalt in Duitsland, is een Lyonel Feininger galerie. Zie de eerste externe link.
- Auckland Art Gallery Toi o Tāmaki: 1283
- Bibsys: 90507006
- Biblioteca Nacional de España: XX1143545
- Bibliothèque nationale de France: cb11902487b (data)
- CiNii: DA03472571
- Gemeinsame Normdatei: 118532308
- International Standard Name Identifier: 0000 0001 1026 3494
- KulturNav: d47da3fd-e2a9-49c9-a10e-83e2aa71977d
- Library of Congress Control Number: n50001305
- Nationale Bibliotheek van Letland: 000152290
- MusicBrainz: ff9b6c81-f6ca-45ac-adf9-c405878f81c2
- Musée national d'archéologie, d'histoire et d'art: lkl009380
- Bibliotheek van het Japanse parlement: 00466359
- National Gallery of Victoria: 3920
- Nationale Bibliotheek van Tsjechië: ola2003162772
- Nationale bibliotheek van Australië: 36514899
- Nationale Bibliotheek van Israël: 987007463308105171
- Nationale Bibliotheek van Polen: a0000002612859
- Nationale en Universitaire bibliotheek Zagreb: 000198444
- Nederlandse Thesaurus van Auteursnamen: 068436270
- PIC: 15981
- Réseau des bibliothèques de Suisse occidentale: 02-A003236211
- RKD-Nederlands Instituut voor Kunstgeschiedenis: 27564
- Istituto Centrale per il Catalogo Unico: CFIV105722
- SNAC: w6t72jnk
- Système universitaire de documentation: 027380505
- Museum of New Zealand Te Papa Tongarewa: 739
- Trove: 1266209
- Union List of Artist Names: 500115308
- Virtual International Authority File: 49225327
- WorldCat: E39PBJfRDkYv3JjtBrckJ6dhHC